# Hrant Dink
Hrant Dink (arménsky: Հրանդ Տինք; 15. září 1954 – 19. ledna 2007) byl turecký vydavatel, novinář a redaktor arménského původu.
Jako šéfredaktor dvojjazyčných turecko-arménských novin Agos byl prominentním členem arménské menšiny v Turecku. Nejznámější byl pro svou obhajobu turecko-arménského usmíření a práv menšin v Turecku. Často kritizoval turecké popírání arménské genocidy a zároveň snahu arménské diaspory o mezinárodní uznání. Byl třikrát obžalován z hanobení turectví, přičemž mu bylo tureckými nacionalisty mnohokrát vyhrožováno smrtí.
V lednu 2007 byl v Istanbulu zavražděn Ogünem Samastem, sedmnáctiletým tureckým nacionalistou. Došlo k tomu krátce po premiéře dokumentu Screamers, zabývajícím se genocidou. Odpovídal v něm na otázky týkající se popírání arménské genocidy Tureckem v letech 1915 až 1918 a případu obžaloby podle článku 301 z hanobení turectví. Zatímco Samast byl vzat do vazby, objevily se také fotografie usmívajících se tureckých policistů, kteří pózovali s vrahem před tureckou vlajkou. Fotografie v Turecku způsobily skandál a následné vyšetřování vedoucí ke zbavení zúčastněných policistů funkce.